# Rotavirus
Rotavirus (Rotavirus) je rod RNA-virů z čeledi Reoviridae. Je velmi odolný vůči éteru i chlorované pitné vodě, ale je citlivý na roztoky jodu a alkoholu.
Rotavirus je agresivní virus, který způsobuje zejména u dětí od 6 měsíců do 5 let nepříjemné gastroenteritidy doprovázené nevolností a vážnými průjmy. Existuje několik sérologických skupin označených A až G, přičemž pro lidi jsou nebezpečné typy A, B a C, které existují ve více zeměpisných variantách. V Evropě se nejčastěji vyskytuje v podzimním a zimním období, v jiných částech světa v chladnějších obdobích nebo v obdobích dešťů. Rotavirus má pod mikroskopem tvar kola s paprsky. Vstupuje do těla prostřednictvím znečištěných rukou a předmětů. Na vzduchu dokáže přežít několik dní. Rotavirus je nejčastějším původcem průjmu u dětí na celém světě. Člověk si imunitu buduje postupně, v dospělosti se těžší průběh vyskytuje jen ojediněle, spíše při setkání s exotickými kmeny (např. v cizině).
Až 95 % dětí překoná rotavirovou gastroenteritidu před dožitým 5. rokem života. Nejčastěji se však jedná o děti ve věku do dvou let. Zejména první kontakt s rotaviry u nejmenších dětí může vyústit v těžký stav, doprovázený silnými průjmy, zvracením a dehydratací organismu.

## Příznaky
Rotavirus se dostává do těla z okolního prostředí prostřednictvím zažívacího traktu. Aktivace a symptomy jsou zřetelné po uplynutí 24 až 48 hodin. Rotavirus postihuje sliznici trávicího systému.
Infekce se projevuje vícero symptomy: od zvracení a krátkodobého mírného vodnatého průjmu až po závažný zánět tenkého střeva, který je doprovázen život ohrožující ztrátou tekutin. Kromě toho se často vyskytují bolesti břicha a horečka. Zvracení a horečka ustupují během 2–3 dnů, zatímco průjem přetrvává 5–8 dní.
Při běžné rotavirové infekci nemoc odezní do sedmi dnů.

### Následky komplikovanější rotavirové infekce
Rotavirová infekce může zanechat i nepříjemné následky. Často se průjem podepíše na stavu tenkého střeva. Při jeho poškození je nutno dodržovat bezlaktózovou dietu během celého života. Rotavirová infekce je rizikovým faktorem autoimunně podmíněných onemocnění, celiakie a cukrovky I. typu.

## Prevence
Prevencí se rozumí zvýšená hygienická opatření jako mytí rukou, vyhnutí se kontaktům rukou s ústy, dezinfekce využívaných ploch a prostorů. Nejúčinnější prevencí je očkování vakcínami proti rotavirům. V současnosti se vakcína podává bezbolestně, bez použití injekční jehly. V Evropě je nejpoužívanější vakcínou Rotarix.